# Јозеф Ковалски
Јозеф Ковалски (пољ. Józef Kowalski; Лавов, 2. фебруар 1900 — Турск, 7. децембар 2013) био је пољски суперстогодишњак који је био последњи живи човек који је учествовао у Пољско-совјетском рату.
Умро је 7. децембра 2013. у 113 години. Његова доб није потврђена, али ако се успе потврдити то ће значити да је он био последњи живи мушкарац рођен у 19. веку, те да је од смрти Џироемона Кимуре до своје смрти био најстарији живи мушкарац на свету.